# William Erickson
William „Willie” Erickson (ur. 7 marca 1938) – amerykański skoczek narciarski, reprezentant klubu z Iron Mountain, uczestnik Mistrzostw Świata w Narciarstwie Klasycznym 1958 i 1962, mistrz Stanów Zjednoczonych w skokach narciarskich z 1956.
Na mistrzostwach świata w narciarstwie klasycznym w 1958 w Lahti zajął 31. miejsce w konkursie skoków. W 1962, w konkursie o mistrzostwo świata na obiekcie K-60 zajął 16. miejsce, a na skoczni K-90 był 40.
W 1956 na skoczni w Westby został mistrzem Stanów Zjednoczonych w skokach narciarskich.

## Osiągnięcia

### Mistrzostwa świata
| Mistrzostwa    | Data           | Skocznia | Konkurs | Skok 1    | Skok 1 | Skok 2    | Skok 2 | Skok 3    | Skok 3 | Nota łączna | Miejsce | Strata | Zwycięzca        | Źródło |
| Mistrzostwa    | Data           | Skocznia | Konkurs | Odległość | Nota   | Odległość | Nota   | Odległość | Nota   | Nota łączna | Miejsce | Strata | Zwycięzca        | Źródło |
| -------------- | -------------- | -------- | ------- | --------- | ------ | --------- | ------ | --------- | ------ | ----------- | ------- | ------ | ---------------- | ------ |
| 1958, Lahti    | 9 marca 1958   | normalna | ind.    | 63,5      |        | 56,5      |        | –         | –      | 187,5       | 31.     | 37,0   | Juhani Kärkinen  | [ 6 ]  |
| 1962, Zakopane | 21 lutego 1962 | normalna | ind.    | 63,0      | 98,6   | 66,0      | 103,4  | 67,5      | 99,4   | 202,8       | 16.     | 20,8   | Toralf Engan     | [ 4 ]  |
| 1962, Zakopane | 25 lutego 1962 | duża     | ind.    | 88,0      | 96,5   | 96,5      | 98,0   | 87,0      | 64,4   | 194,5       | 40.     | 46,9   | Helmut Recknagel | [ 5 ]  |